# 東松山バイパス (国道254号)
国道254号東松山バイパス（こくどう254ごうひがしまつやまバイパス）とは、埼玉県東松山市の国道254号野本陸橋から、新郷交差点に至る国道254号のバイパスである。

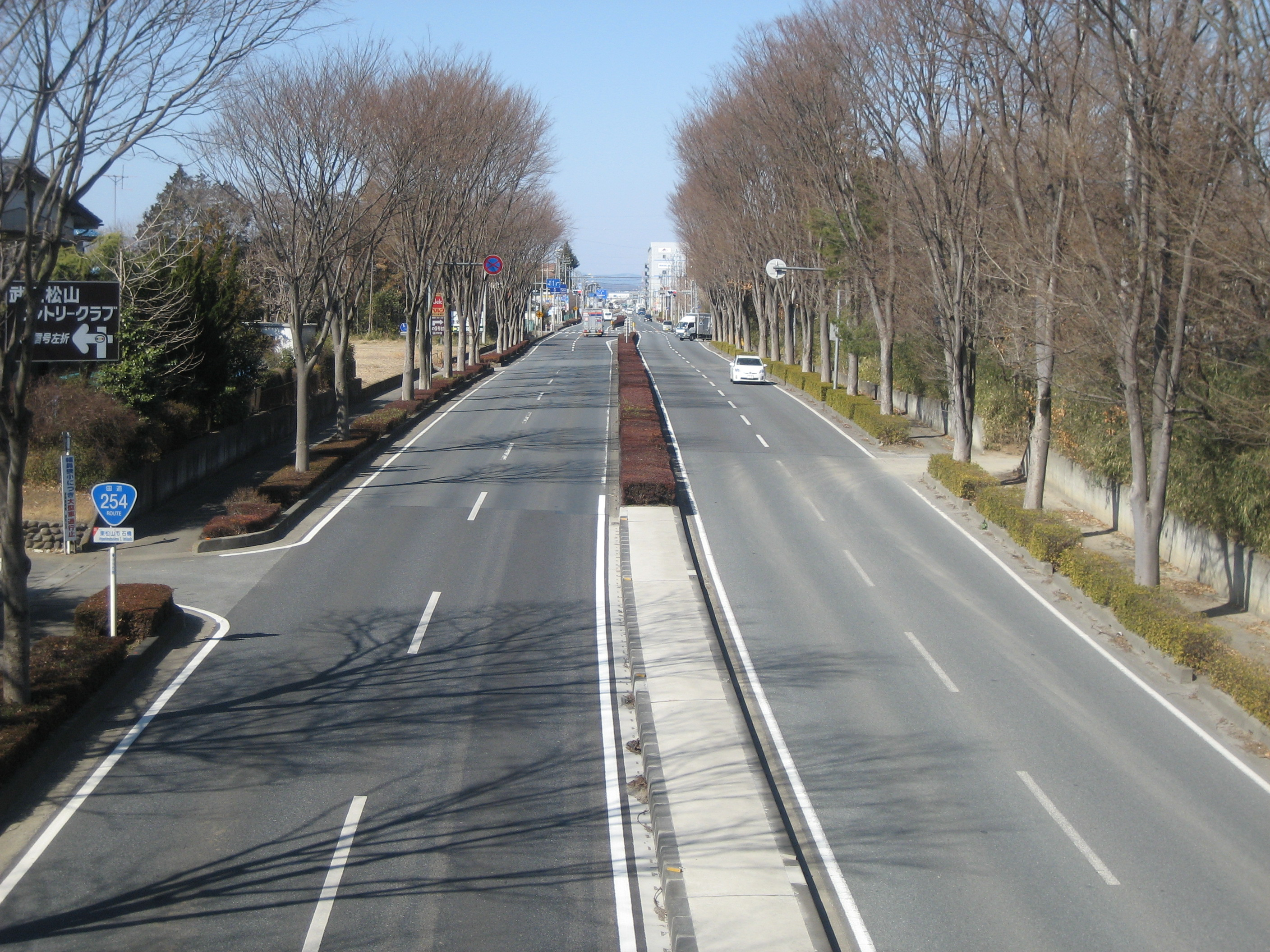
東松山市石橋付近

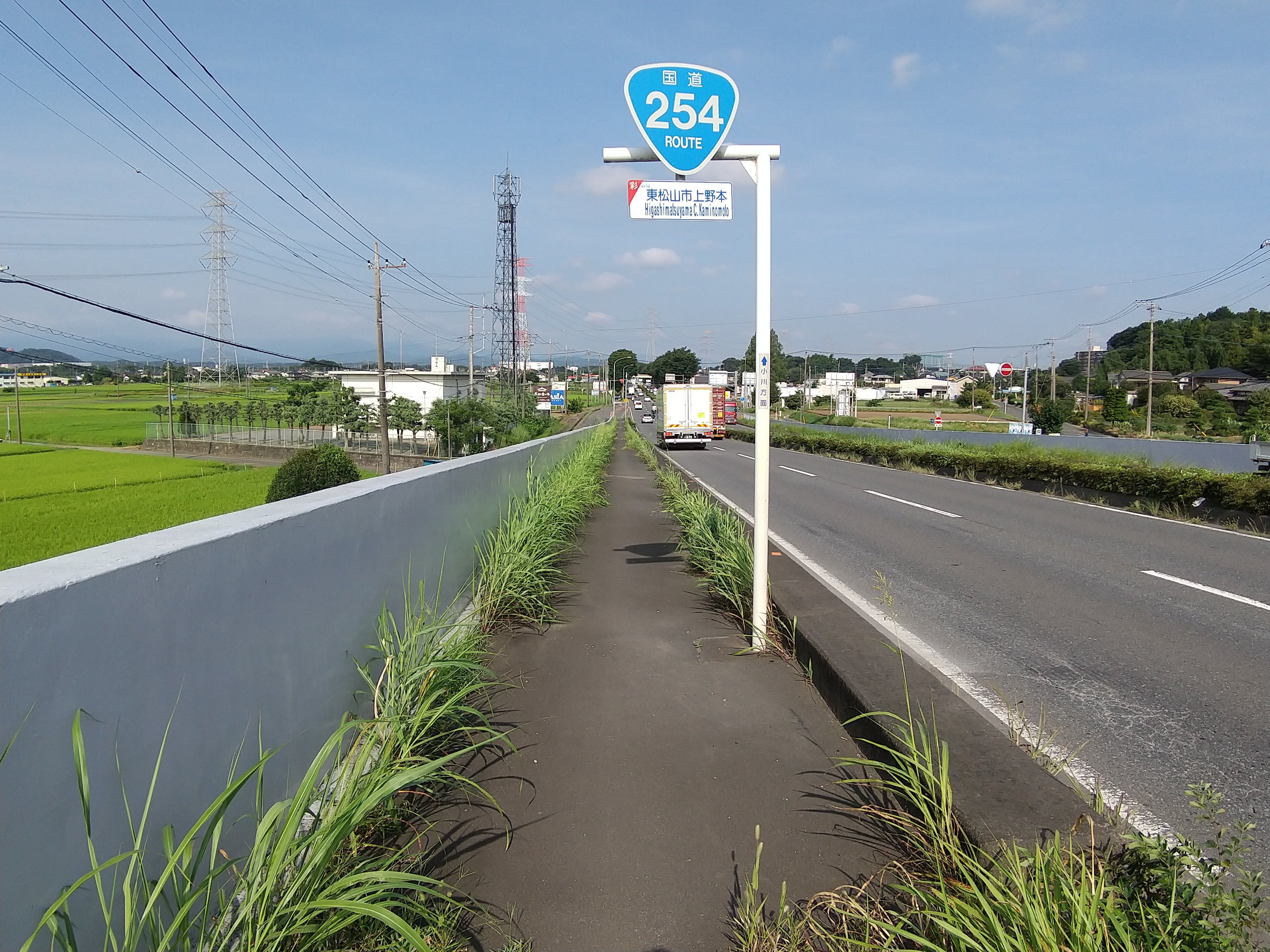
東松山市上野本付近

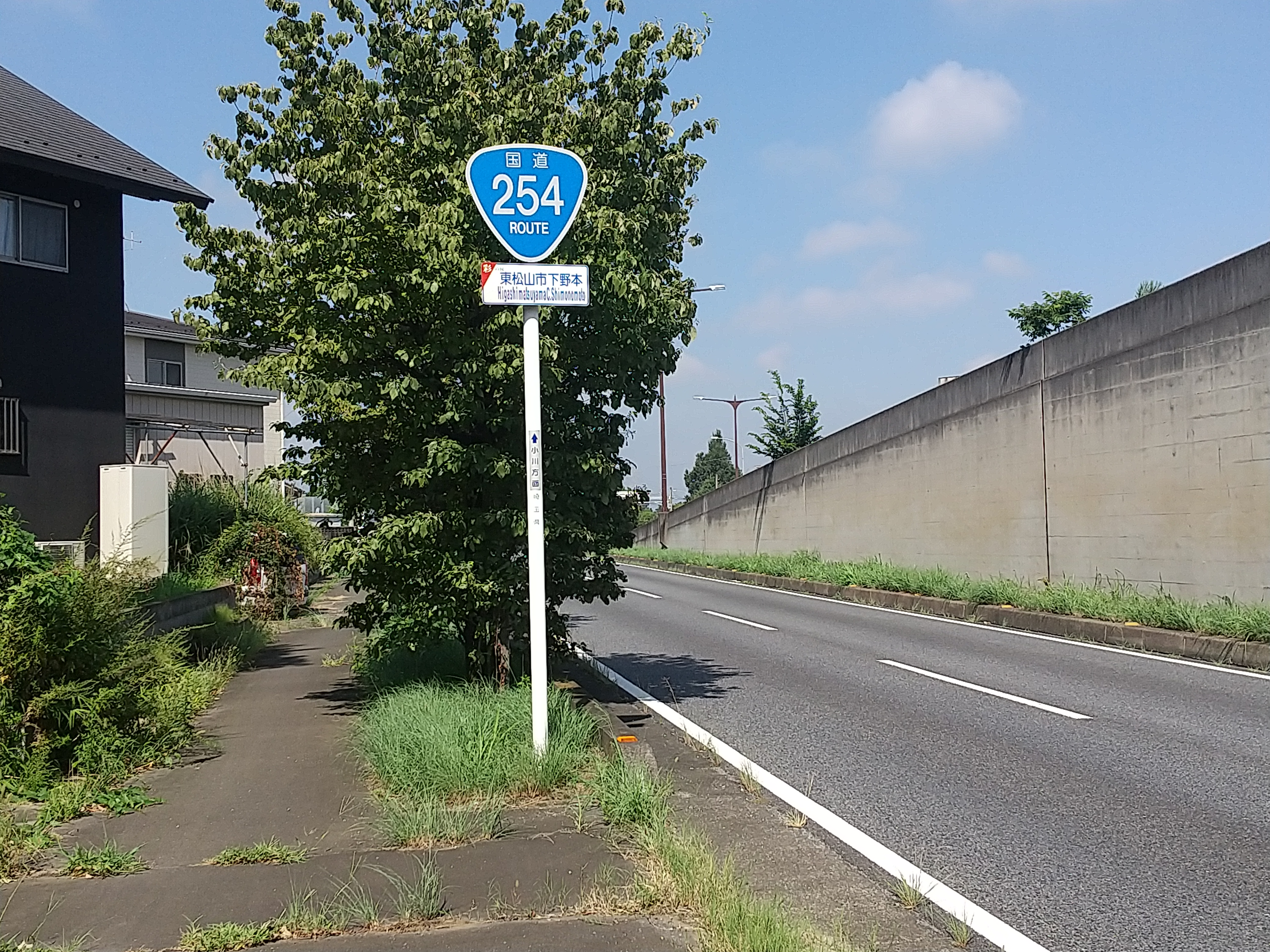
東松山市下野本付近

## 概要
計画段階では新郷交差点から先、嵐山バイパスと接続する上唐子交差点までの全区間を東松山バイパスと呼称していたが、施工が遅れたため新郷 - 上唐子間については唐子バイパスの呼称が広く用いられている。
野本陸橋は、土屋前知事時代の県内一時間道路網構想によって予算が組まれたもので、上り線のみが陸橋となっており東松山市街地へ分岐する旧道をアンダーパスしている。

## 歴史
- 1963年（昭和38年）：都市計画決定。
- 1969年（昭和44年）：都市計画変更（ルート変更）。
- 1975年（昭和50年）：東松山IC開通に合わせて上野本 - 新郷間開通。
- 1997年（平成9年）：野本区間（野本陸橋 - 上野本間）開通[1]。

## 地理

### 通過する自治体
- 埼玉県
  - 東松山市

### 接続する道路
| 交差する道路                               | 交差点名 | 所在地   | 所在地     | 最高速度 (km/h) |
| ------------------------------------------ | -------- | -------- | ---------- | --------------- |
| 国道254号 川越・川島方面                   |          |          |            |                 |
| 埼玉県道27号東松山鴻巣線                   | 東松山市 | 柏崎     | 柏崎       | 法定速度        |
| 国道407号（東松山バイパス）                | 東松山市 | 下野本   | 大字下野本 | 法定速度        |
| 埼玉県道66号行田東松山線                   | 東松山市 | 上野本   | 大字野本   | 法定速度        |
| 埼玉県道41号東松山越生線                   | 東松山市 | 上野本西 | 上野本     | 法定速度        |
| 埼玉県道47号深谷東松山線（熊谷東松山道路） | 東松山市 | 東松山IC | 大字石橋   | 法定速度        |
| E17関越自動車道                            | 東松山市 | 東松山IC | 大字石橋   | 法定速度        |
|                                            | 東松山市 | 新郷     | 大字新郷   | 法定速度        |
| 国道254号（唐子バイパス） 寄居・小川方面   |          |          |            |                 |

### 沿線の施設
- 二木ゴルフ 東松山店
- ブックジョイ 東松山店
- ヤマト運輸 東松山インターセンター
- ベルク 東松山新郷店

## 接続するバイパスの位置関係
（東京方面）川島バイパス - 東松山バイパス - (唐子バイパス) - 嵐山バイパス（松本方面）